# Svetlana Samokhvàlova
Svetlana Anatólievna Samokhvàlova (en rus: Светлана Анатольевна Самохвалова) (Moscou, 20 de desembre de 1972) és una ciclista russa, ja retirada, que va competir també per la Unió Soviètica i per l'Equip Unificat. Especialista en pista, també va córrer en carretera. Als Campionats del Món en pista guanyà sis medalles, dues d'elles d'or. En carretera destaquen dos campionats nacionals en ruta.

## Palmarès en pista
- 1989
  -  Campiona del món júnior en Persecució
  -  Campiona del món júnior en Puntuació
- 1995
  -  Campiona del Món de Puntuació
- 1996
  -  Campiona del Món de Puntuació

### Resultats a laCopa del Món
- 1995
  - 1a a Manchester, en Puntuació

## Palmarès en ruta
- 1991
  - Vencedora d'una etapa a la Volta a Cuba
- 1994
  -  Campiona de Rússia en ruta
  - 1a al Chrono champenois
  - Vencedora d'una etapa al Berliner Rundfahrt
  - Vencedora de 2 etapes als Tres dies de la Vendée
  - Vencedora d'una etapa al Tour de l'Alta Garona
  - Vencedora d'una etapa al Tour ciclista femení
- 1995
  - 1a al GP Cantó de Zuric i vencedora d'una etapa
  - Vencedora d'una etapa al Tour de Finisterre
- 1997
  - Vencedora d'una etapa als Tres dies de la Vendée
  - Vencedora d'una etapa a la Volta a Mallorca
  - Vencedora d'una etapa al Tour de l'Aude
- 1998
  -  Campiona de Rússia en ruta
- 2001
  - Vencedora d'una etapa al Gran Bucle